# みなと祭り・天神祭り花火大会
みなと祭り（みなとまつり）は、愛媛県四国中央市三島（旧伊予三島市）で7月23日から25日の3日間行われる夏祭りである。

## 概要
1日目は、JR伊予三島駅付近の四国中央市立三島小学校グラウンドおよび商店街で、「四国ど真ん中音頭」「カミンバ」のリズムに合わせて、総勢1,000人が踊り競う、おどり大会が開催される。2日目は、伊予三島駅前通り商店街でナイトバザールが催される。ナイトバザールでは、アジア屋台村や、四国の中心的な位置にある伊予三島の立地を考えて、「阿波踊り」「よさこい鳴子踊り」など四国4県の代表的な祭りを一堂で競演して、大変にぎやかなものになっている。3日目は、三島神社にたくさんの屋台も登場して、みなと祭りのフィナーレを彩る「天神祭り花火大会」が催される。

## 花火大会
天神祭り花火大会（てんじんまつりはなびたいかい）は、「みなと祭り」のフィナーレとして行われる。三島宮川の三島川之江港を会場とし、7月25日20:00～21:00（荒天時は、翌日に順延）に打ち上げ数7500発という盛大に行われる花火大会である。大小の玉に加え、水中彩色玉を使用した大迫力のオープニング。特殊打上げ、尺玉30連発の他、特大スターマインが競演され、フィナーレは大空中ナイヤガラである。花火大会の主な鑑賞スポットは、三島神社付近の港、また三島川之江港の村松岸壁などがある。村松岸壁では車の中から鑑賞することも可能。

## アクセス
三島小学校へは、JR伊予三島駅から徒歩約5分、三島川之江ICからは車で約10分。三島神社へは、JR伊予三島駅から徒歩約10分、三島川之江ICからは車で約10分。村松岸壁へは、三島川之江ICから愛媛県道333号三島川之江港線を車で約5分。
- 花火大会終了後、村松岸壁から西方面へ車で帰る場合、花火見物を終えた人々が三島神社前の国道11号を横断するため、大渋滞となる。また、国道11号が大王製紙構内を通過しているため、渋滞を避けて脇道に逃げることも出来ないのも大渋滞になる要因の一つ。その大渋滞を避けるには、村松岸壁から県道333号を経由し、国道11号川之江三島バイパス、または松山自動車道へ出るのが最も速い。